# Pandora's Box (Procol Harum)
Pandora's box is een lied geschreven door Gary Brooker en Keith Reid voor Procol Harum.
Het nummer is gerecycled. Rond 1967 probeerde Procol Harum het nummer op te nemen met gitarist Robin Trower in de gelederen; het bleef in demostadium steken.
In 1973 pikte Brooker het weer op, dan voor gitarist Mick Grabham. Het werd herschreven tot openingstrack voor het studioalbum Procol's ninth. De tekst van Reid is raadselachtig als altijd. In de tekst wordt gerefereerd aan Sneeuwwitje, Pegasus ("winged horse"), Morse, Georg Friedrich Händel en Cock Robin ("views his frozen feet"). Ook wordt genoemd Spanish Main; de kust rondom de Golf van Mexico van Florida tot en met Colombia. In de tekst wordt Pandora's box (De doos van Pandora) nergens genoemd. Opvallend aan het nummer is gebruik van een marimba, een relatief weinig gebruikt muziekinstrument in de popmuziek. Dat instrument stond opgesteld in de Ramport Studios vanwege opnamen van een andere artiest. Toen Procol Harum het nummer wilde opnemen onder leiding van muziekproducenten Jerry Leiber en Mike Stoller was de marimba echter verdwenen. Er werd besloten het toch met een gehuurde marimba op te nemen. Tijdens concerten en repetities speelde Brooker de marimbapartij op de piano. Nadat de opnamen in Ramport waren afgerond vertrokken Leiber & Stoller naar New York om via overdubs koper- en houtblazers toe te voegen.

## Single
In 1975 bracht Chrysalis Records het als een single uit. Het kreeg als B-kant The piper's tune mee. De single had matig succes in Engeland (hoogste notering plaats 16) en Nederland met hoogste notering plaats 20 in vier weken notering in de Nationale Hitparade en hoogste notering plaats 22 in vier weken notering in de Nederlandse Top 40. Het was de laatste hit van Procol Harum in Nederland.